# Silvanolomus armatulus
Silvanolomus armatulus es una especie de coleóptero de la familia Silvanidae.

## Distribución geográfica
Habita en el sur de Australia.